# Pejagalan
Pejagalan is een kelurahan van het onderdistrict Penjaringan in de provincie Jakarta, Indonesië. De wijk telt 74.561 inwoners (volkstelling 2010).